# Rhithrogena undulata
Rhithrogena undulata är en dagsländeart som först beskrevs av Banks 1924.  Rhithrogena undulata ingår i släktet Rhithrogena och familjen forsdagsländor. Inga underarter finns listade i Catalogue of Life.